# Руски имперски скиптър
Руският имперски скиптър е част от императорските регалии на руските царе. Изработен е по времето на управлението на Екатерина II (1762 – 1796). Скиптърът завършва с черен украсен със скъпоценности и злато двуглав орел, стъпил върху диаманта „Орлов“. Диамантът е удивителен, тежи 189,62 карата, има типичната за индийските диаманти степен на прозрачност и притежава лек бяло-зелен отблясък.